# 栋格
栋格（Tonk），是印度拉贾斯坦邦栋格县的一个城镇。总人口135663（2001年）。

## 人口
该地2001年总人口135663人，其中男性70135人，女性65528人；0—6岁人口24039人，其中男12544人，女11495人；识字率53.05%，其中男性为62.51%，女性为42.92%。